# Georg de Laval
Patrik Georg Fabian de Laval (født 16. april 1883 i Stockholm, død 10. marts 1970 smst.) var en svensk officer, moderne femkæmper og skytte, som deltog i OL 1912. Han var storebror til Patrik de Laval og Erik de Laval, der begge ligeledes var moderne femkæmpere.

## Idrætskarriere
Laval vandt verdens første konkurrence i moderne femkamp i 1911, hvilket sikrede ham kvalifikation til OL det følgende år.
Ved OL stillede han op i både moderne femkamp og flere skydekonkurrencer. I moderne femkamp var han regnet som en af de store favoritter, og han vandt også bronze i den stærkt svensk dominerede disciplin. Han blev nummer to i skydning,  nummer tre i 300 m svømning, nummer ti i fægtning, nummer tre i ridekonkurrencen og nummer tolv i 3000 m løb. Dette gav ham samlet 30 point, mens Gösta Lilliehöök vandt guld med 27 og Gösta Åsbrink vandt sølv med 28 point. Hans to yngre brødre deltog også i legene, hvor Patrik de Laval blev nummer 14, mens Erik de Laval udgik.
Han deltog desuden i tre skydediscipliner. I hurtigskydning med pistol på 30 meter opnåede han 277 point og blev nummer syv. I fri pistol på 50 meter opnåede han 470 point, tredjebedst sammen med britiske Charles Stewart, der dog fik bronzemedaljen, fordi han havde flest pletskud. I holdkonkurrencen i samme disciplin skød Laval 475 point, hvilket var næstbedst af alle (dog 34 point efter amerikaneren Al Lane), og sammen med holdkammeraterne Erik Carlberg, Vilhelm Carlberg og Erik Boström vandt han sølv efter det amerikanske hold.

## Militær- og civilkarriere
Georg de Laval fik en karriere i hæren og nåede en rang som oberstløjtnant i 1937. Under anden verdenskrig gjorde han tjeneste som camouflageekspert.
En af hans store interesser var historie, og han byggede blandt andet modeller af historiske svenske slag. Derudover var han ivrig møntsamler, og fra 1953 til sin død var han formand for Kungliga Vitterhets Historie och Antikvitets Akademien.